# Pelastoneurus didyensis
Pelastoneurus didyensis är en tvåvingeart som beskrevs av Grichanov 2004. Pelastoneurus didyensis ingår i släktet Pelastoneurus och familjen styltflugor.
Artens utbredningsområde är Madagaskar. Inga underarter finns listade i Catalogue of Life.